# Joaquín Miranda González
Joaquín Miranda González (c. 1894-1961) fue un político, empresario y torero español. Miembro fundador de la Falange sevillana, tuvo un papel relevante durante los primeros años de la dictadura franquista. Llegaría a ser gobernador civil de Huelva, así como miembro del Consejo Nacional de FET y de las JONS y procurador en las Cortes franquistas.

## Biografía
Oriundo del barrio sevillano de Triana, fue torero en sus primeros tiempos, formando parte de la cuadrilla de José García Carranza «el Algabeño». De orígenes humildes, tras contraer matrimonio pasó a controlar una fábrica y con el tiempo llegaría a convertirse en un rico empresario. Llegaría a ser presidente de la patronal sevillana de la construcción.
En 1933 fue uno de los fundadores de Falange en Sevilla, formando parte del triunvirato directivo junto a Martín Ruiz Arenado y José María Cañadas. En 1934, José Antonio Primo de Rivera le nombró jefe provincial de la Falange sevillana, cargo que ocuparía hasta 1937. Tras la detención de Sancho Dávila en abril de 1936 sustituyó a este como jefe territorial de la Falange en Andalucía, si bien para esas fechas Miranda se encontraba en la cárcel.

### Guerra civil
Tras el triunfo en Sevilla del golpe de Estado de julio de 1936 fue liberado de la prisión provincial de Sevilla junto al resto de falangistas encarcelados, pasando a formar parte de los grupos de voluntarios falangistas que apoyaron a los militares rebeldes. Miranda asumió las riendas de la Falange sevillana —en sustitución de Sancho Dávila—; sus poderes también se extendían sobre la Falange onubense. Acabaría consolidándose como jefe regional de Falange en Andalucía, donde dispuso de un auténtico feudo territorial. Acabaría siendo una de las principales figuras del momento en el seno de la Falange, gravemente afectada por la detención o muerte de muchos de sus antiguos líderes anteriores a la contienda. Formó parte de la Junta de Mando provisional de Falange, a la cabeza de la cual estaba el «camisa vieja» Manuel Hedilla.
Aliado incondicional del general Gonzalo Queipo de Llano, éste le habría propuesto asumir la alcaldía de Sevilla, propuesta que Miranda declinó. En abril de 1937, tras la promulgación del Decreto de Unificación y el establecimiento de FET y de las JONS, Franco nombró a González-Bueno miembro del secretariado político del nuevo partido. Miranda González tuvo un papel muy activo en el seno de este secretariado, y de hecho llegaría a sustituir a Ladislao López Bassa cuando este abandonó el cargo por enfermedad. Intercedió ante Franco en favor de Sancho Dávila, que había sido detenido tras los enfrentamientos con los «hedillistas». En esta época también ocuparía los cargos de Inspector nacional de Falange así como miembro del Consejo Nacional de FET y de las JONS.

### Dictadura franquista
A finales de marzo de 1938 fue nombrado gobernador civil de la provincia de Huelva. El 11 de octubre de 1939 también asumió la jefatura provincial de FET y de las JONS en Huelva, y de hecho a partir de ese momento el cargo de jefe provincial se unificaría con el de gobernador civil, siendo ejercido por una misma persona. A su llegada la provincia, Joaquín Miranda, que encontró a la organización del partido muy desmovilizada y desmoralizada, intentó volver a insuflar los principios joseantonianos a la Falange onubense. Abiertamente germanófilo, en el contexto de la Segunda Guerra Mundial mantuvo excelentes relaciones con el cónsul alemán de Huelva, Ludwig Clauss, al tiempo que mantenía una profunda antipatía hacia las autoridades británicas, lo cual le haría obtener un papel importante en la, fundamental para del desarrollo de la Segunda Guerra Mundial, Operación Mincemeat o  carne picada: fue gracias a figuras locales como Miranda —con contactos en la Abwehr y con suficiente poder político para contrarrestar la influencia anglófila de sectores de la Armada española— que el plan funcionó. Sin su colaboración, los documentos quizás habrían sido enviados directamente a Londres sin haber sido leídos por los alemanes. Cesó en el cargo en octubre de 1943, siendo sustituido por Heliodoro Fernández Canepa. Durante el periodo de la dictadura fue procurador en las Cortes franquistas, cargo que compaginó con el de miembro del Consejo Nacional de FET y de las JONS.
Falleció en Sevilla en abril de 1961, prácticamente sumido en la pobreza.